# Талди-Булак (Росія)
Талди́-Була́к (рос. Талды-Булак, башк. Талдыболаҡ) — присілок у складі Єрмекеєвського району Башкортостану, Росія. Входить до складу Восьмимартівської сільської ради.
Населення — 44 особи (2010; 47 в 2002).
Національний склад:
- росіяни — 62 %
- башкири — 26 %